# Caserma Armando Di Tullio
La Caserma "Armando Di Tullio", conosciuta precedentemente come CIRAM, poi come Scuola Specialisti A. M. Macerata (SAAM Macerata) e, dal 1977 come Scuola Addestramento Reclute A.M. Macerata (SARAM Macerata) o col soprannome Casermette, fu una delle tre strutture militari in uso al Regio Esercito e una delle due caserme sopravvissute alla seconda guerra mondiale di cui una passata poi in uso all'Aeronautica Militare italiana, che in questa sede si occupava della formazione delle reclute della V.A.M., nella città di Macerata. Nella caserma, il 17 dicembre 1988, prestò giuramento l'allora recluta aviere Bobo Craxi.

## Storia

### La costruzione della caserma e i primi anni

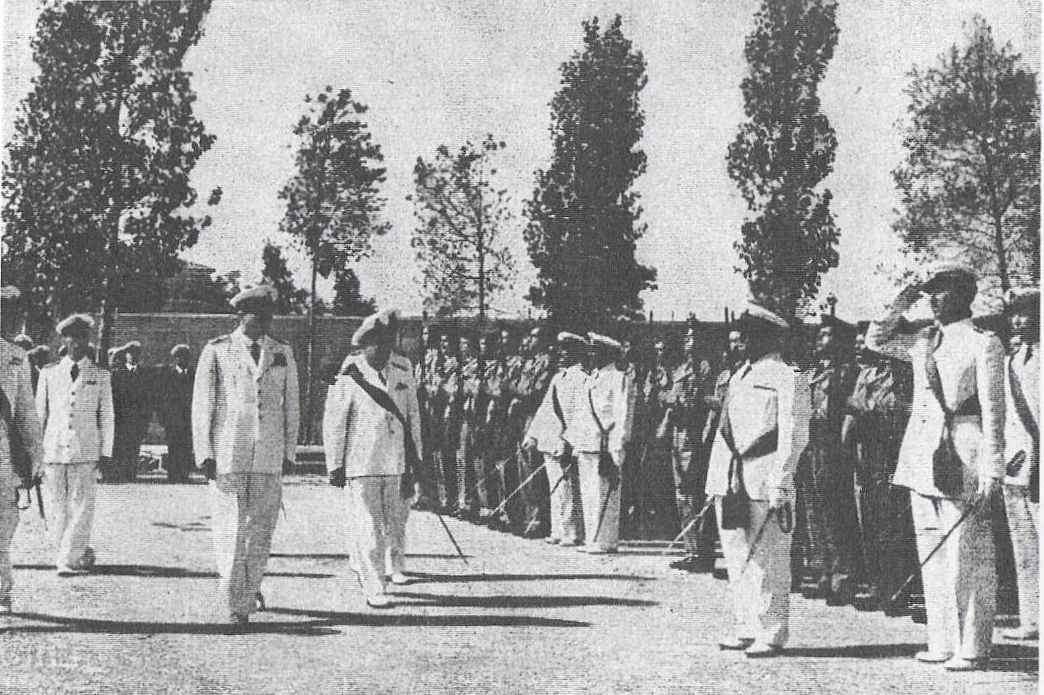
Cerimonia ufficiale presso la caserma

La storia delle Casermette iniziò il 1º maggio 1939, quando alcuni tecnici militari effettuarono un sopralluogo in un campo coltivato dei conti Fiorenzi di Osimo, posto all'ingresso di Macerata, con lo scopo di individuare un luogo dove costruire una caserma per il Regio Esercito in vista dell'entrata in guerra dell'Italia. La sua costruzione influenzò lo stile artistico locale che si stava diffondendo dal 1932: alcuni membri del Gruppo Futurista Boccioni si concentrarono principalmente sull'Aeropittura, spinti dalla costruzione della caserma e da altre motivazioni, come l'inaugurazione dell'aeroporto di Forlì nel 1936 e l'effettiva funzione dell'aeroporto di Falconara nel 1939. Nel 1943, a costruzione completata, la caserma ospitò un Reggimento del Genio militare ma, una volta firmato l'armistizio, venne abbandonata, diventando bersaglio per furti e bombardamenti, come quello del 3 aprile 1944.

### Il dopoguerra e la nascita della SAAM
Conclusa la seconda guerra mondiale, il 1º novembre 1948 la caserma venne assegnata alla nuova Aeronautica Militare italiana, perché vi si insediasse e istituissero un Centro Addestramento Reclute, dando vita al CIRAM. Il 10 gennaio 1952 il CIRAM smise di funzionare per lasciare spazio ad una scuola di formazione per specialisti, che prese il nome di Scuola Specialisti Aeronautica Militare (SSAM). In questa occasione, la caserma venne intitolata ad Armando Di Tullio (1913-1940), aviatore della Regia Aeronautica caduto in combattimento ad Alessandria d'Egitto. Il "certificato di battesimo" della caserma venne registrato nel gennaio 1952 presso il Ministero della Difesa. I corsi iniziarono il 5 febbraio 1952 e il 20 luglio dello stesso anno, alla presenza dell'allora Capo di stato maggiore dell'Aeronautica Militare, Aldo Urbani, si tenne il primo giuramento. Oltre ad ospitare corsi normali, la scuola si concentrò per specializzare degli allievi provenienti dal Congo Belga e dalla Zambia. Insieme alla corrispettiva di Taranto, tuttora funzionante, la SAAM formava reclute della Vigilanza Aeronautica Militare (V.A.M.). Utilizzata solo per logistica, nel 1970 venne unita con la corrispettiva jonica presso la sede di Caserta, dove stanzia tuttora la Scuola specialisti dell'Aeronautica Militare. Nella scuola erano attivi 11 corsi di formazione annuali di 400 allievi che il giorno del giuramento facevano aumentare la popolazione del capoluogo di provincia di circa 19 000 persone.

### La nascita della SARAM e la chiusura definitiva

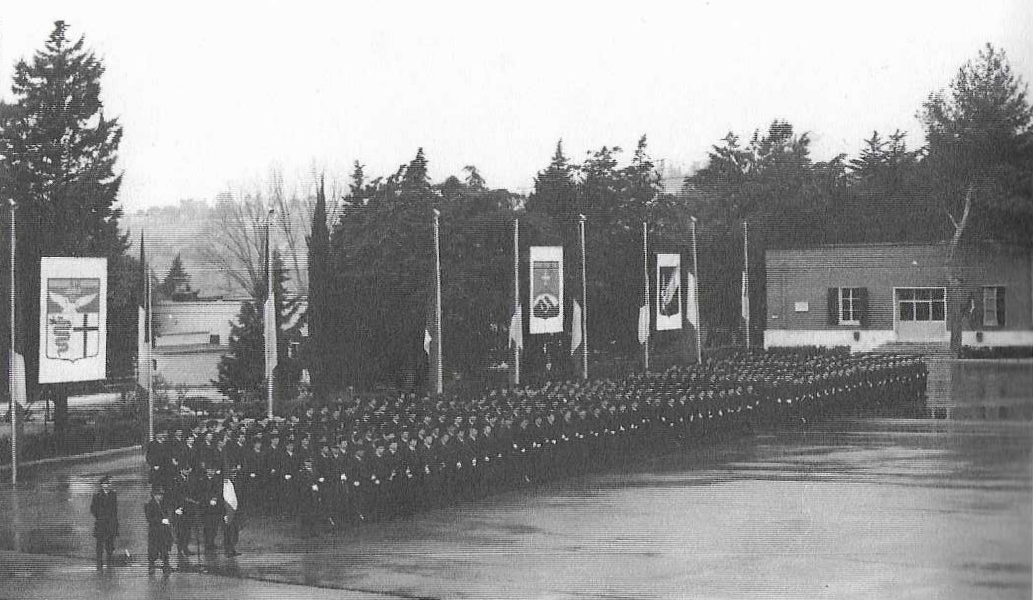
Giuramento allievi V.A.M., inverno 1991

I corsi della SAAM si conclusero nell'estate del 1977, nel pieno dello splendore delle attività. Il Ministero della Difesa provvedé alla sua chiusura a causa del taglio delle spese militari del Governo Andreotti III, favorendo così la sede di Caserta. La SAAM venne sostituita dalla SARAM, acronimo di Scuola Addestramento Reclute Aeronautica Militare, ma nel 1995, nel pieno delle sue attività, il Ministero ne decise la sua chiusura definitiva, avvenuta poi nel 1996. Durante il suo periodo di attività fece confluire circa 100 000 persone, contribuendo all'aumento turistico del capoluogo e della provincia. I soldati con famiglia vennero spostati a Loreto, mentre i più giovani a Taranto o a Viterbo. Il centro radar di Potenza Picena, che dipendeva direttamente dalla caserma, inizio ad essere gestito dalla 114ª Squadriglia radar remota. Secondo il Ministero, il suo utilizzo divenne inidoneo per l'Aeronautica Militare.

### L'arrivo della Guardia di Finanza e della Questura di Macerata
Dopo la sua chiusura, la caserma venne utilizzata temporaneamente dall'Aeronautica Militare come ufficio, per poi lasciare spazio provvisoriamente alla Guardia di Finanza, che vi istituì la Scuola Allievi Finanzieri Ausiliari, rimasta operativa fino al 1998. Nello stesso anno Giulio Conti di Alleanza Nazionale provò a far riportare i corsi nella caserma, senza ottenere risultati. Chiusa la scuola, la caserma ospitò il Comando Provinciale: vista la grandezza della struttura, il Comando utilizzò poche strutture. L'edificio PG5, ovvero l'ex infermeria, venne utilizzato dalla Questura di Macerata, che vi inserì l'ufficio stranieri, ma le condizioni decadenti e fatiscenti della struttura portarono al suo completo abbandono.

### Le sorti della caserma
Nel 2011 Fintecna mise in vendita l'area e il Comune di Macerata si mostrò interessato. Nel 2013 la Guardia di Finanza abbandonò la struttura per trasferirsi, il 31 luglio 2015, in una nuova caserma e numerosi progetti vennero proposti per dare nuova vita all'area. Il regolamento generale di pianificazione (PRG) classificò l'area all'interno come "Attrezzature di interesse comune - amministrazione e servizi pubblici". Nel mese di marzo del 2017 una delibera comunale approvò di utilizzare l'area per costruire le scuole danneggiate dal terremoto del 2016 e 2017. e nel mese di maggio iniziò la sua demolizione. Nel settembre dello stesso anno venne stipulato un accordo urbanistico, firmato poi nel marzo del 2018 e nel 2019 venne accettato il progetto per la costituzione di un nuovo polo scolastico dal costo di 7 milioni di euro.

## Il monumento
L'8 settembre 1996 un'ala del Grumman S-2 Tracker donato dagli Stati Uniti all'Aeronautica Militare, venne utilizzata per creare un monumento dedicato a tutte le persone che lavorano per l'Aeronautica a Macerata. Su decisione del Comune, il monumento, spesso vandalizzato, è stato spostato sul luogo dove prima sorgeva la caserma.